# 34522 Cadores
34522 Cadores è un asteroide della fascia principale. Scoperto nel 2000, presenta un'orbita caratterizzata da un semiasse maggiore pari a 2,8486130 au e da un'eccentricità di 0,1051744, inclinata di 2,29898° rispetto all'eclittica.